# オジェウ級潜水艦
オジェウ級潜水艦（Okręty podwodne typu Orzeł、オーゼル級とも）は、1930年代にポーランド海軍向けにオランダの造船所で建造された潜水艦の艦級。4隻が計画されたが、完成したのは2隻だけだった。2隻は第二次世界大戦中に任務に就いた。

## 設計と建造
当初はイギリスで設計が行われる予定だったが、提案された要求が高すぎたため、イギリス海軍本部は20ノット(37km/h)以上の浮上速力を持つ高速潜水艦の建造は技術的に不可能であると発表した。そのため2隻の潜水艦はオランダのロイヤル・スヘルデ海軍造船所とロッテルダムのロッテルダム・ドライドック造船所造船所で建造された。 設計はポーランド海軍のチームと協力して行われ、旋回式魚雷発射管などオランダの潜水艦O-16の特徴が盛り込まれた。外殻は完全に溶接され、すべての制御は油圧操作となっていた。ポーランドの要求でバルト海の遠浅の内海と、外海の両方で多様な任務を実行できるように設計された。2隻は第二次世界大戦の勃発時点で最も近代的な潜水艦の一つであり、速力は19.5ノット（36km/h）を記録した。また、その設計はオランダ海軍向けのO19級潜水艦に流用された。
1938年にもう2隻のオジェウ級潜水艦がフランスに発注され、1939年に建造が始まったが、第二次世界大戦の勃発のために完成しなかった。

## 運用
オジェウ級潜水艦2隻は1935年に発注され、それぞれ1939年2月と4月に就役した。1939年9月14日、「オジェウ」と潜水艦「ヴィルク」はイギリスの港へ脱出するように命じられた。「ヴィルク」は1939年9月20日、「オジェウ」は1939年10月14日に到着した。
1940年4月8日、「オジェウ」はドイツのノルウェー侵攻開始時に1隻の船を沈めたが、その後北海での哨戒中に行方不明・未帰還となった。

## 同型艦
2隻が建造され就役、さらに2隻がフランスに発注されたが未完成となった。
| 艦名             | 造船所                                     | 起工           | 進水            | 就役           | 除籍                   | その後                |
| ---------------- | ------------------------------------------ | -------------- | --------------- | -------------- | ---------------------- | --------------------- |
| オジェウ (Orzeł) | ロイヤル・スヘルデ（フリシンゲン）         | 1936年 8月14日 | 1938年 1月15日  | 1939年 2月2日  | 1940年 6月8日 行方不明 |                       |
| センプ (Sęp)     | ロッテルダム・ドライドック（ロッテルダム） | 1936年 11月    | 1938年 10月17日 | 1939年 4月16日 | 1969年 9月15日         | 1972年 スクラップ処理 |